# Institut national de la recherche agronomique
Das Institut national de la recherche agronomique (INRA, Nationales Institut für Agronomieforschung) war eine französische staatliche Forschungsorganisation im Bereich der Agronomie. 2020 wurde es mit der Forschungseinrichtung IRSTEA verschmolzen zum nationalen Forschungsinstitut für Landwirtschaft, Lebensmittelwesen und Umwelt, INRAE.
Das INRA wurde wie seine Geschwister CNRS, INSERM, INRIA und CEA 1946 unter der gemeinsamen Aufsicht der Ministerien für Forschung und Landwirtschaft gegründet und ist auf biologische Fragestellungen mit einer Anwendbarkeit in der Landwirtschaft spezialisiert. Das Gesetz hierzu wurde am 18. Mai 1946 u. a. von François Tanguy-Prigent unterzeichnet. Mit etwa 13000 Angestellten, davon 1849 Wissenschaftler, sowie Ingenieure, Techniker und Verwaltungsmitarbeiter, Doktoranden und etwa 1000 ausländischen Gaststudenten und Forschern, ist es nach Publikationen die weltweit zweitgrößte Organisation für agronomische Fragestellungen und die größte in Europa. Das Budget betrug 2017 ca. 851 Millionen Euro.
Im Mai 2019 wurde bekannt gegeben, dass die Organisation ab dem 1. Januar 2020 unter den Namen Institut national de recherche pour l'agriculture, l'alimentation et l'environnement (INRAE) mit dem Centre National du Machinisme Agricole du Génie Rural des Eaux et des Forêts (kurz: CEMAGREF, auf Deutsch wörtlich Nationales Zentrum für landwirtschaftliches  Maschinenwesen und für Wald- und Wassermelioration um ländlichen Raum) fusioniert wird. Das Dekret, das diese Fusion formalisiert, wurde am 10. Oktober 2019 unterzeichnet.

## Resistenzzüchtungen
Ein Schwerpunkt ist die Züchtung resistenter Kulturpflanzen. 1977 wurde die schorfresistente Apfelsorte Florina der Öffentlichkeit bekannt gemacht. Im Weinbau sind Schwerpunkte der umfangreichen TätigkeitenKlonenselektion, Neuzüchtung von Rebsorten, Bekämpfung von Rebstock-Krankheiten, Entwicklung von Unterlagen, Einsatz von Düngemitteln und Erziehungsformen auf der Basis eines Biologischen Weinbaus.
Nach Jahrzehnten des Stillstandes in der Züchtung neuer Sorten wurde das INRA-Programm „Résistances Durables - ResDur“ zur Jahrtausendwende aufgelegt. Drei Stufen einer Pyramide von Resistenzgenen gegen die beiden Krankheiten Plasmopara viticola und Erysiphe necator, wobei die Hauptgene Rpv1 (Mehltau) und Run1 (Echter Mehltau) mit anderen Resistenzgenen assoziiert sind, wurden präsentiert.
Eine erste Serie (Programm ResDur Serie Nr. 1) von 4 Sorten Voltis, Floreal, Vidoc und Artaban (2 weiße und 2 rote), die im Oktober 2015 in den offiziellen Katalog eingetragen wurden, wurden zu Beginn der Kampagne 2018 klassifiziert. Bis zu ihrer Eintragung und endgültigen Klassifizierung sind diese Sorten den Weinbauern im Rahmen des vorläufigen Klassifizierungssystems für Versuche zugänglich (Stellungnahme des FAM SC und der Sektion Weinbau des CTPS und Verordnung vom 19. April 2017). Eine zweite Serie (ResDur-Programmreihe Nr. 2) von 20 polyresistenter Sorten, die im April 2016 vorgelegt wurde, wird ab dem Weinwirtschaftsjahr 2021 zur Registrierung und endgültigen Klassifizierung bei FranceAgriMer vorgelegt.

## Standorte
Standorte des INRAE befinden sich in allen französischen Departements und den meisten größeren Städten, aber vor allem in:
Bordeaux, Clermont-Ferrand, Colmar, Dijon, Lille, Montpellier, Nancy, Nantes, Orléans, Rennes, Tours, Toulouse, Paris, Versailles-Grignon und Jouy-en-Josas (laut einer modernen Legende soll das angebliche Leuchtkaninchen dort erzeugt worden sein).